# Kasteel Vilain XIIII (Wetteren)

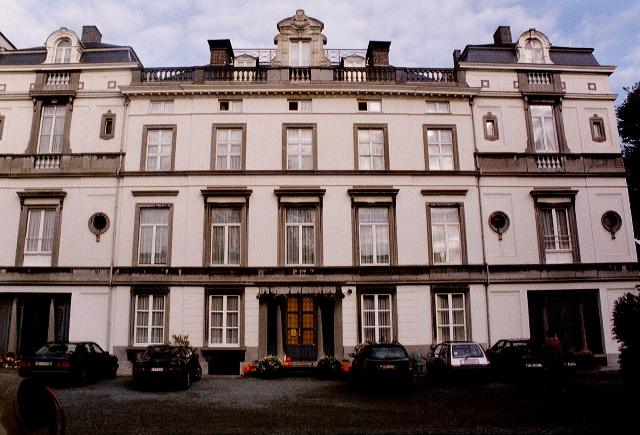
Kasteel Vilain XIIII

Het Kasteel Vilain XIIII is een kasteel in de Oost-Vlaamse plaats Wetteren, gelegen aan de Wegvoeringstraat 63.

## Geschiedenis
Dit kasteel werd gebouwd in 1822 in opdracht van Charles Hippolyte Vilain XIIII. Het kasteel en de aanpalende tuin werden ontworpen door Adriaan Maenhout. In 1849 volgde een uitbreiding van het kasteel naar ontwerp van Louis Minard. Hierbij werden onder meer zijvleugels en een derde bouwlaag toegevoegd. Het geheel werd uitgevoerd in neoclassicistische stijl.
In 1873 overleed de burggraaf en zijn weduwe, Leontine De Wal, bewoonde het kasteel nog tot 1901 waarna het werd bewoond door Les Dames du Sacré Coeur, een Franse congregatie die ten gevolge van de seculariseringspolitiek Frankrijk moest verlaten. Deze congregatie liet omstreeks 1919 een vleugel bijbouwen waarin een pensionaat voor meisjes werd gevestigd. Ook kwam er een huishoudschool. In 1927 werd het kasteeldomein aangekocht door de Zusters Apostolinnen van de Heilige Jozef, die al vanaf 1853 het terrein ernaast bezaten. Van 1935-1938 werden er veel gebouwen bijgebouwd. In 1948 werd een begraafplaats voor de zusters aangelegd en omstreeks 1950 werd de ijskelder van 1898 omgebouwd tot Lourdesgrot.

## Gebouw
Op een domein van ongeveer 10 ha bevindt zich het kasteel waarvan de voorgevel de oorspronkelijke achtergevel was. De oorspronkelijke voorgevel -de tuingevel- keek namelijk uit op het park.
Het betreft een groot, symmetrisch, gebouw. Voorgevel en tuingevel zijn vrijwel identiek. Het kasteel bevat op de benedenverdieping een witte, een rode, een groene en een zwarte salon.